# 266
266是265與267之間的自然數。

## 在數學中
- 合數，正因數有1、2、7、14、19、38、133和266。
質因數分解為{\displaystyle 2\times 7\times 19}。
- 虧數，真因數和為214，虧度為52。
- 不尋常數，大於平方根的質因數為19。
- 無平方數因數的數。
- 第27個楔形數。前一個為258、下一個為273。
- 第30個十进制的自我數。前一個為255、下一個為277。
- 第79個十进制的哈沙德數。前一個為264、下一個為270。
- 十进制的奢侈數。
- 無平方數因數的數

## 在人類文化中
- 宜蘭縣三星鄉的郵遞區號為266
- 賴索托的國際電話區號為266
- 连江县為福建省福州市下轄的一個縣，全縣轄16個鎮、6個鄉、266個行政村

## 在科學中
- 釒喜-266是釒喜中最穩定的同位素，它的半衰期有21秒
- K他命的熔點為266℃
- 香港銅鑼灣維景酒店共提供266間豪華客房
- 䥑-266是䥑中最穩定的同位素，它的半衰期有0.0038秒

## 在天文中
- 天衛二的半長軸為266000公里
- NGC 266 是仙女座的一個星系

## 在其他領域中
- 西元266年和前266年
- 纈草紫的HSV為（266°, 100%, 72%）